# 싱가포르의 국장

싱가포르의 국장

싱가포르의 국장은 1959년에 제정되었다.
국장 중앙에 그려진 빨간색 방패 안에는 하얀색 초승달과 5개의 별이 그려져 있다. 빨간색은 평등과 우의를, 하얀색은 순결과 미덕을 의미한다.
초승달은 새로운 나라로 태어나는 싱가포르를, 5개의 별은 나라의 5가지 이상인 민주주의, 평화, 정의, 진보, 평등을 의미한다.
방패 왼쪽에는 사자가 그려져 있으며 오른쪽에는 호랑이가 그려져 있다. 사자는 싱가포르를, 호랑이는 말레이시아와의 역사적인 관계를 뜻한다.
방패 아래쪽에 있는 파란색 리본에는 싱가포르의 나라 표어인 "싱가포르여 전진하라"("Majulah Singapura")라는 문구가 말레이어로 쓰여져 있다.

## 같이 보기
- 싱가포르의 국기